# 謝拉菲米夫卡 (巴拉克列亞區)
49°25′18″N 36°34′18″E / 49.42167°N 36.57167°E
塞拉菲米夫卡（烏克蘭語：Серафимівка）是位於烏克蘭東部的村莊，由哈爾科夫州伊久姆區的頓涅茨市鎮負責管轄。該村始建於1921年，面積0.2平方公里，海拔高度160米，2001年人口7，人口密度每平方公里35人。